# Lunulicardia auricula
Lunulicardia auricula is een tweekleppigensoort uit de familie van de Cardiidae. De wetenschappelijke naam van de soort is voor het eerst geldig gepubliceerd in 1775 door Niebuhr in Forsskål.